# Atelothrus constrictus
Atelothrus constrictus är en skalbaggsart som beskrevs av Sharp 1903. Atelothrus constrictus ingår i släktet Atelothrus och familjen jordlöpare. Inga underarter finns listade i Catalogue of Life.